# Praecepta Militaria
Praecepta Militaria или Стратегика императора Никифора — историографическое название военного византийского трактата, написанного около 965 года, возможно, императором Никифором II Фокой. На греческом языке название трактата пишется так: Στρατηγικὴ ἔκθεσις καὶ σύνταξις Νικηφόρου δεσπότου.
Трактат состоит из шести глав и описывает стратегию византийской армии в середине IX века. Кроме этого, трактат содержит несколько новых аспектов, не затронутых в других византийских военных руководствах, таких как использование катафрактариев, новый вид смешанного пехотного отряда (таксиархия), надлежащее формирование интервалов между боевыми отрядами и то, как эти промежутки следует охранять, и правила использование менаулиона. Трактат в целом подчеркивает основные аспекты ведения войны: описания различных варианты ведения кампании, строительство лагерей, разведка и использование шпионов. Отдельная глава посвящена религиозным церемониям во время лагеря. В XI веке трактат был частично исправлен.

## Главы Praecepta Militaria
- 1) О пехоте

- 2) О тяжелой пехоте

- 3) О катафрактариях

- 4) Постановление о размещении кавалерии

- 5) О месте для лагеря

- 6) О шпионах